# Surgoinsville
Surgoinsville és una població dels Estats Units a l'estat de Tennessee. Segons el cens del 2000 tenia 1.484 habitants.

## Demografia
Segons el cens del 2000, Surgoinsville tenia 1.484 habitants, 614 habitatges, i 453 famílies. La densitat de població era de 141,8 habitants/km².
Dels 614 habitatges en un 27,5% hi vivien nens de menys de 18 anys, en un 63,5% hi vivien parelles casades, en un 7,8% dones solteres, i en un 26,1% no eren unitats familiars. En el 24,8% dels habitatges hi vivien persones soles l'11,4% de les quals corresponia a persones de 65 anys o més que vivien soles. El nombre mitjà de persones vivint en cada habitatge era de 2,42 i el nombre mitjà de persones que vivien en cada família era de 2,85.
Per edats la població es repartia de la següent manera: un 21,5% tenia menys de 18 anys, un 6,9% entre 18 i 24, un 27,6% entre 25 i 44, un 28,3% de 45 a 60 i un 15,7% 65 anys o més.
L'edat mediana era de 40 anys. Per cada 100 dones de 18 o més anys hi havia 92,6 homes.
La renda mediana per habitatge era de 35.391 $ i la renda mediana per família de 41.055 $. Els homes tenien una renda mediana de 32.969 $ mentre que les dones 20.739 $. La renda per capita de la població era de 18.015 $. Entorn del 5,6% de les famílies i el 9,3% de la població estaven per davall del llindar de pobresa.